# Saint Louis (Oregon)
Saint Louis az Amerikai Egyesült Államok északnyugati részén, Oregon állam Marion megyéjében, Gervais közelében elhelyezkedő önkormányzat nélküli település, a salemi statisztikai körzet része.

## Története
Aloysius Verecuysee jezsuita misszionárius 1845-ben fatemplomot épített. A Portlandi római katolikus főegyházmegye részeként működő plébániát 1847-ben alapították; a település ebben az évben felvette IX. Lajos francia király nevét. Az 1880-ban megnyílt fatemplom a főegyházmegye legrégebbi ilyen létesítménye.
A posta 1860 és 1901 között működött. Saint Louisnak egykor saját iskolája volt.

## Nevezetes személy
- Marie Aioe Dorion, az Astor expedíció tagja[5]

## Fordítás
- Ez a szócikk részben vagy egészben  a   Saint Louis, Oregon című angol Wikipédia-szócikk ezen változatának fordításán alapul.  Az eredeti cikk szerkesztőit annak laptörténete sorolja fel. Ez a jelzés csupán a megfogalmazás eredetét és a szerzői jogokat jelzi, nem szolgál a cikkben szereplő információk forrásmegjelöléseként.